# Kostel svatého Václava (Bítov)
Kostel svatého Václava v Bítově na Znojemsku pochází ze 30. let 20. století. Od roku 2012 je chráněn jako kulturní památka České republiky.
Byl vystavěn poté, co byl původní kostel sv. Václava v roce 1935 zatopen Vranovskou přehradou.

## Historie

### Rotunda a starý kostel
První bítovský farář je ve farní kronice zmiňován r. 1200. Dnes zaniklý farní kostel ve starém Bítově měl románský základ. Stáří čtverhranné věže a části rotundy s kostnicí bylo odhadováno na 900 let. Původně samostatně stojící patrová rotunda-karner měla v přízemí kostnici a v patře kapli. Kostelní loď byla později přestavěna a v rotundě umístěna sakristie.
Kostel zůstal stát i po napuštění Vranovské přehrady, asi do poloviny byl zatopen vodou. Stal se turistickou atrakcí. V roce 1954 byl zbořen.

### Nový kostel
Poslední mše a rozloučení s obcí ve starém Bítově se konalo 3. října 1934. Po odpolední pobožnosti byla v průvodu přenesena Svátost oltářní do hradní kaple, kde se konaly bohoslužby do léta následujícího roku. Stavba nového kostela začala už 23. července 1934, první mše byla sloužena 13. června 1935. Dne 28. září téhož roku byl i nový chrám zasvěcen sv. Václavu. Většina jeho inventáře kromě varhan a lavic byla přenesena ze starého kostela.